# Nehawka
Nehawka è un villaggio degli Stati Uniti d'America, situato nella Contea di Cass dello stato del Nebraska.

## Storia
Nehawka venne riconosciuta ufficialmente nel 1887, quando una nuova linea ferroviaria venne posta vicino alla città. Il nome deriva dalla parola che i nativi Omaha e Oto utilizzavano per indicare "acqua che mormora".

## Geografia fisica
Secondo lo United States Census Bureau, il villaggio si estende su un'area di 0,60 km² (0,23 mi²).

## Società

### Evoluzione demografica
Al censimento del 2000, Nehawka contava 232 abitanti; nel 2010, i cittadini ammontavano a 204 unità.